# Зелёный Гай (Старобельский район)
Зелёный Гай (укр. Зелений Гай; до 2016 г. Радго́спный) — посёлок Старобельского района Луганской области Украины.
Население по переписи 2001 года составляло 204 человека. Почтовый индекс — 92341. Телефонный код — 6463. Занимает площадь 1,1 км². Код КОАТУУ — 4423383202.

## Местный совет
92326, Луганская область, Новопсковский район, с. Можняковка, ул. Красноармейская, 85.